# Ewald Walter
Ewald Alfred Bernhard Walter (* 31. Januar 1901 in Breslau; † 30. August 1997 in Köln) war ein deutscher römisch-katholischer Priester und Diözesanarchivar.

## Leben
Der Sohn von Adolf Walter und Augusta Berta Walter, geb. Winkler, studierte katholische Theologie an der Universität Breslau. Adolf Bertram weihte ihn am 30. Januar 1927 zum Priester. Er wurde am 28. August 1929 zum Hilfsarbeiter am Diözesanarchiv, Diözesanmuseum und an der Dombibliothek in Breslau ernannt. Am 30. September 1967 ernannte Josef Frings ihn zum Direktor des Historischen Archiv des Erzbistums Köln. Am 31. Dezember 1977 trat er in den Ruhestand.

## Schriften (Auswahl)
- Studien zum Leben der hl. Hedwig, Herzogin von Schlesien. Stuttgart 1972, ISBN 3-8062-0111-0.